# Noordzee Helikopters Vlaanderen
Noordzee Helikopters Vlaanderen, также известная как NHV Group — бельгийская вертолётная авиакомпания, занимающаяся гражданскими вертолётными перевозками. Центр — Остенде, Бельгия.

## Деятельность
Компания специализируется на вертолётных перевозках B2B, совершаемых в том числе и для нужд энергетики. В частности, компания занимается обслуживанием нефтяных платформ и строительством сооружений в акватории Северного моря, а также доставкой компонентов для ветрогенераторов. NHV Group также осуществляет свою деятельность в Западной Африке. Помимо этого, вертолёты компании участвуют в воздушных поисково-спасательных операциях на море.

## Площадки
| Название площадки | Город      | Провинция          | Пользователь                          | Местонахождение             | Примечания |
| ----------------- | ---------- | ------------------ | ------------------------------------- | --------------------------- | --- |
| Rescue 08         | Ден-Хелдер | Северная Голландия | Noordzee Helikopters Vlaanderen (NHV) | аэропорт Ден-Хелдер         | По два спасательных вертолёта на каждой площадке (вертолёты береговой охраны). Позывные Coastguard 08 и Coastguard 09, занимаются поисково-спасательными операциям и эвакуацией пострадавших в Северном море и на островах у побережья Нидерландов. С июля 2011 года участвуют и в ночных операциях. |
| Rescue 09         | Ден-Хелдер | Северная Голландия | Noordzee Helikopters Vlaanderen (NHV) | аэропорт Ден-Хелдер         | По два спасательных вертолёта на каждой площадке (вертолёты береговой охраны). Позывные Coastguard 08 и Coastguard 09, занимаются поисково-спасательными операциям и эвакуацией пострадавших в Северном море и на островах у побережья Нидерландов. С июля 2011 года участвуют и в ночных операциях. |
| Rescue 10         | Роттердам  | Южная Голландия    | Noordzee Helikopters Vlaanderen (NHV) | Маасвлакте, порт Роттердама | Позывной Coastguard 10, занимаются поисково-спасательными операциям и эвакуацией пострадавших в Северном море и на островах у побережья Нидерландов. С июля 2011 года участвуют и в ночных операциях.                                                                                                |

## Вертолётный парк
Парк компании NHV насчитывает более 60 вертолётов производителей Airbus Helicopters, MD Helicopters и Leonardo S.p.A., средний возраст эксплуатируемых вертолётов составляет 9 лет.
В 2014 году компания NHV Group первой в мире закупила вертолёты Airbus Helicopters H175. Первые две модели в декабре 2014 года прибыли в нидерландский Ден-Хелдер для обслуживания инфраструктуры нефтяных и газовых месторождений. В 2019 году в вертолётный парк компании входило 11 экземпляров, их суммарный налёт составил более 30 тысяч часов.
- Airbus Helicopters H175[англ.]
- Airbus Helicopters H145 D2/D3
- Airbus Helicopters AS365N2 / N3
- Airbus Helicopters EC145[нем.]
- Airbus Helicopters AS350 B2 / B3
- Airbus Helicopters H120
- Leonardo Helicopters AW169[нем.]
- Leonardo Helicopters AW139
- MD Explorer 902

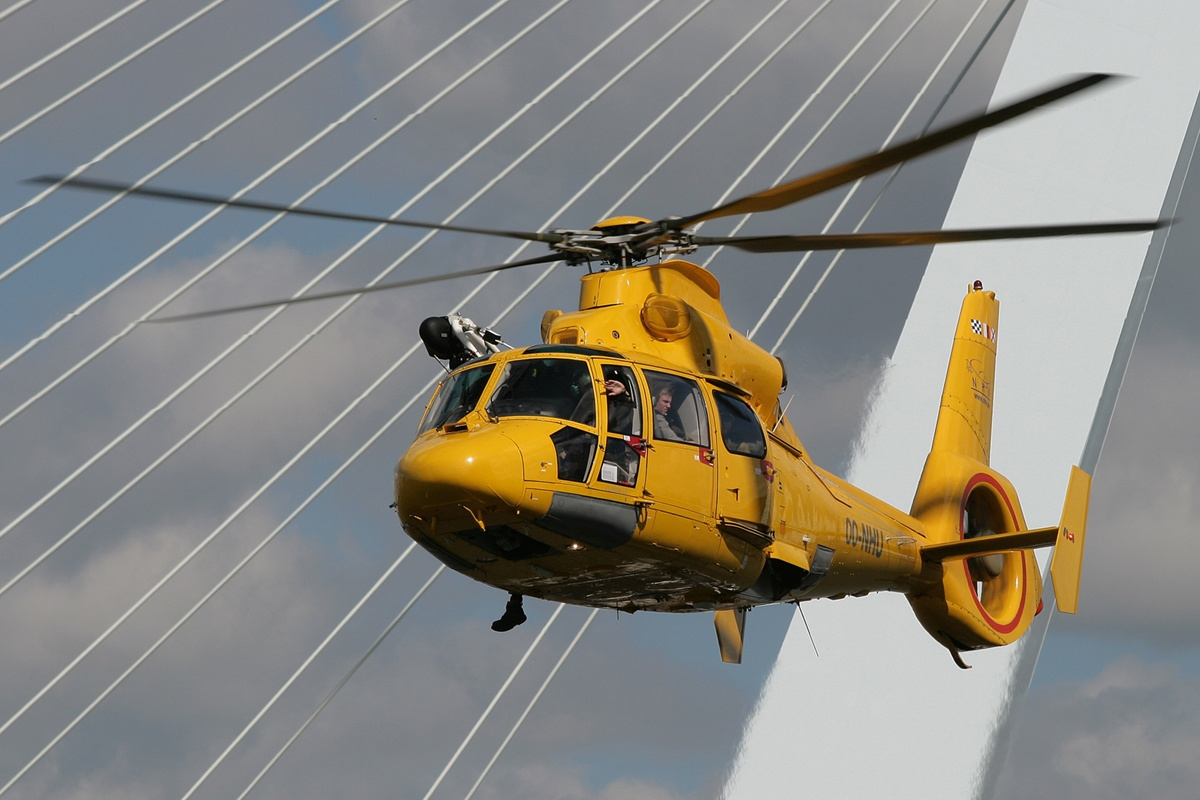
Airbus Helicopters AS-365N-3
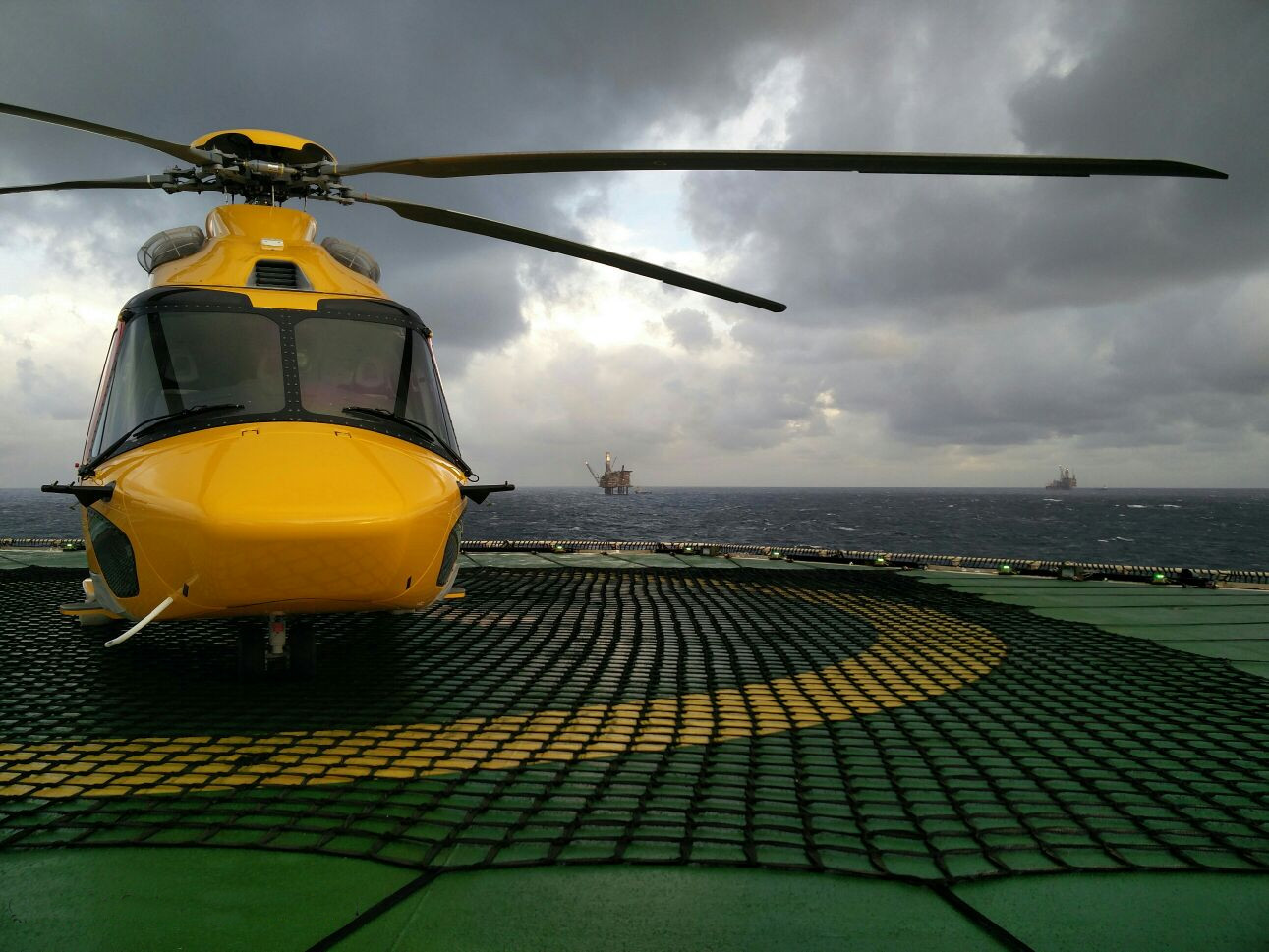
Airbus H175[англ.] на посадочной площадке в море
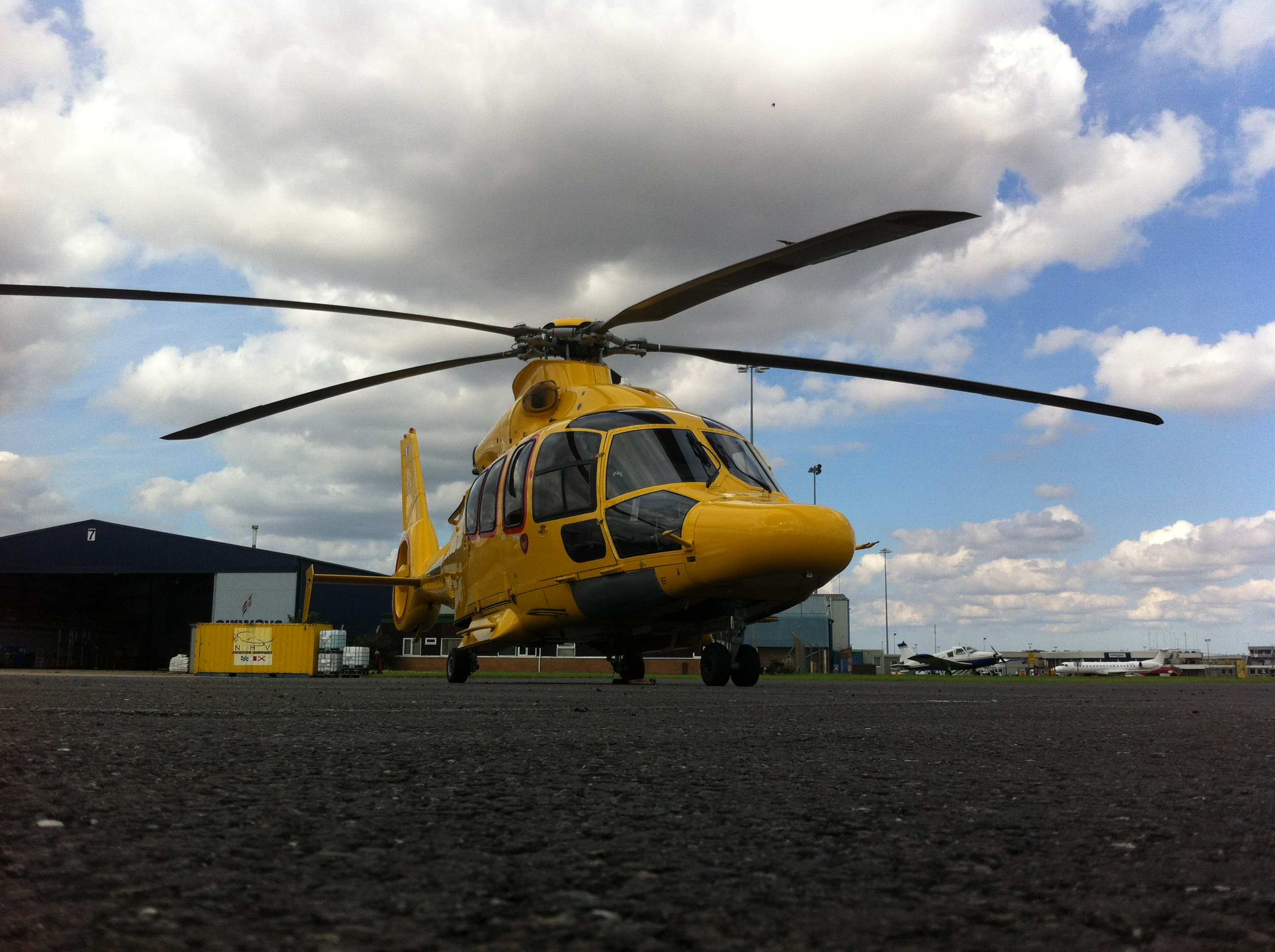
Eurocopter EC 155[англ.] на посадочной площадке в аэропорту
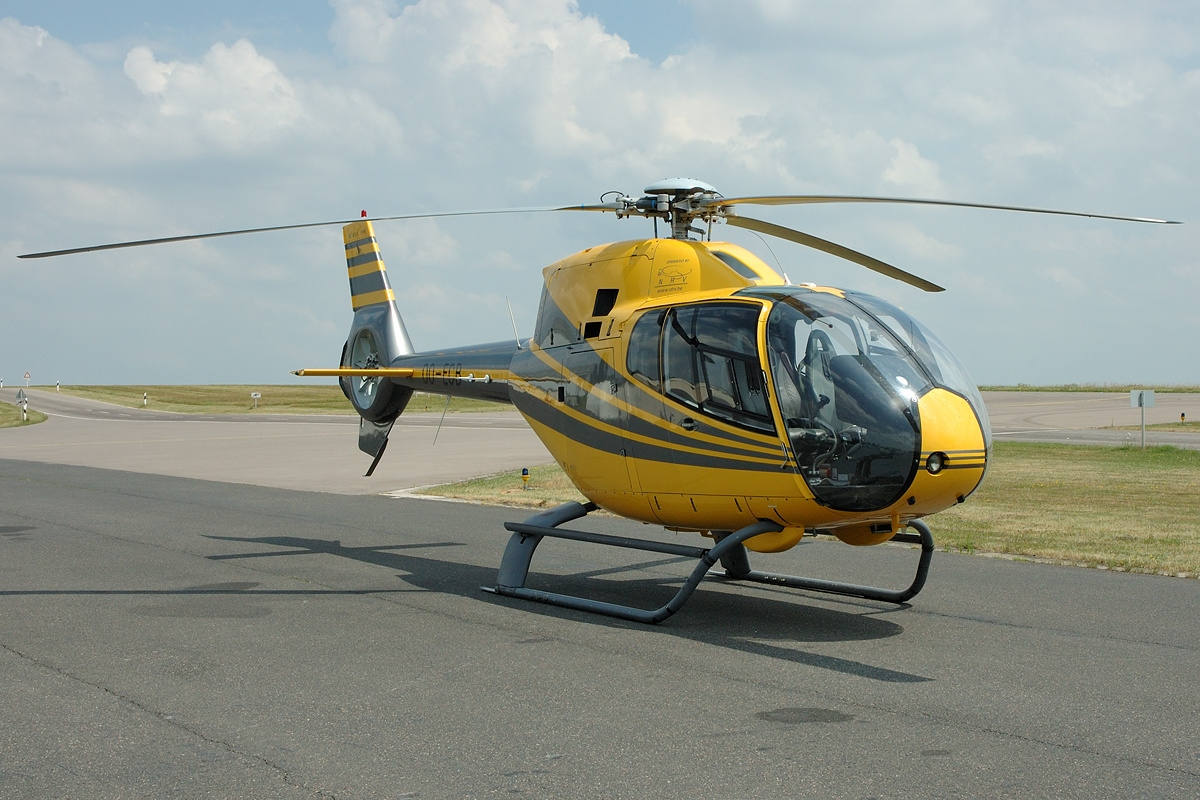
Airbus H120B Colibri